# Wrong-Eyed Jesus (The Mysterious Tale of How I Shouted)
| Đánh giá chuyên môn | Đánh giá chuyên môn |
| Nguồn đánh giá      | Nguồn đánh giá      |
| Nguồn               | Đánh giá            |
| ------------------- | ------------------- |
| Allmusic            | [ 1 ]               |

Wrong-Eyed Jesus (The Mysterious Tale of How I Shouted) là album phòng thu đầu tay của ca sĩ-nhạc sĩ người Mỹ Jim White, phát hành năm 1997.
Album là nguồn cảm hứng cho bộ phim tài liệu năm 2003, Searching for the Wrong-Eyed Jesus.

## Danh sách ca khúc
1. "Book of Angels" – 4:55
2. "Burn the River Dry" – 5:00
3. "Still Waters" – 6:36
4. "When Jesus Gets a Brand New Name " – 5:17
5. "Sleepy-Town" – 5:38
6. "A Perfect Day to Chase Tornados" – 6:07
7. "Wordmule" – 4:28
8. "Stabbed in the Heart" – 4:26
9. "Angel-Land" – 5:26
10. "Heaven of My Heart" – 4:35
11. "The Road That Leads to Heaven" – 9:05